# روس ۴۷
روس ۴۷ (انگلیسی: Ross 47) ستاره‌ای از نوع طیفی M4 است که در صورت فلکی شکارچی که ۱۹ سال نوری از زمین فاصله دارد.